# Pampatar
Pampatar – miasto w Wenezueli, na wyspie Margarita. W 2019 roku liczyło około 33 tys. mieszkańców. 